# Fenestella
Fenestella o Fenestrella (mediados del siglo I a. C. - 19 o 36 d. C.) fue un historiador romano, autor de unos Annales en 22 libros, de los que nos restan muy escasos fragmentos, que parece abordaban las más variadas cuestiones tales como jurisprudencia, costumbres, literatura, artes, agricultura, historia natural, etcétera. Fue fuente de otros autores posteriores como Plinio el Viejo o Suetonio.